# Israele (nome)
Israele  è un nome proprio di persona italiano maschile.

## Varianti in altre lingue
- Arabo: إسرائيل (Israil)
- Ebraico: יִשְׂרָאֵל (Yisra'el, Yisrael)[1]
- Greco biblico: Ισραηλ (Israel)[1]
- Inglese: Israel[1]
  - Ipocoristici: Issy[1], Izzy[1]
- Latino: Israhel[1]
- Polacco: Izrael
- Portoghese: Israel
- Russo: Израиль (Izrail')
- Spagnolo: Israel
- Yiddish: אִיסֶר (Iser)[1], אִיסָער (Issur)[1], Sroel[1]

## Origine e diffusione

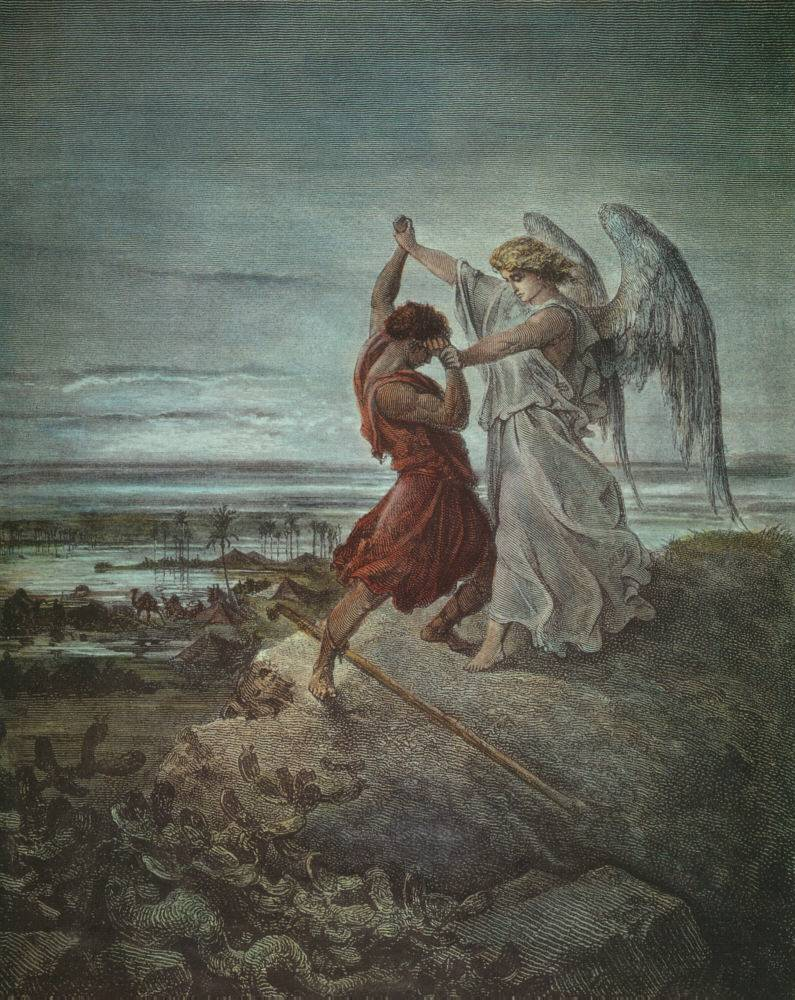
Giacobbe lotta con l'angelo, illustrazione di Gustave Doré (1855)

Il documento più antico su cui appare la parola "Israele" è la cosiddetta "Stele di Merenptah", una stele risalente al 1209-1208 a.C. circa che documenta le campagne militari nella terra di Canaan del Faraone della XIX dinastia. La stele parla di Israele come di uno tra i tanti popoli di pastori-nomadi della regione, piuttosto che di una nazione bene organizzata:
Il nome Israele viene citato anche nel Libro della Genesi (32,28), dove viene raccontato l'episodio in cui Dio cambia il nome a Giacobbe, chiamandolo, per l'appunto, Israele.
Nome di tradizione biblica, venne adottato da Giacobbe dopo che ebbe lottato con un angelo (Gn 32:28). Da lui prendono il nome la nazione e il popolo di Israele. Ad oggi il significato biblico è passato in secondo piano, e un uso del nome fa riferimento in genere all'attuale stato di Israele; nel contempo, è cominciato un uso anche al femminile della forma Israel.
L'etimologia è discussa: viene generalmente ricondotto all'ebraico יִשְׂרָאֵל (Yisra'el), composto da sara (o sciarah, "lottare") ed El ("Dio"), e che vuol dire "che combatte con Dio" (o "che ha combattuto con Dio"), "Dio combatte" (o "Dio combatté") o anche "che combatte per il Signore". Sono stati proposti anche significati alternativi, quali "possa Dio prevalere", "Dio governa" e "Dio guarisce".
Ad ogni modo, il nome Israele veniva già considerato un nome comune tra i semiti, come si evince da testi eblaiti e ugaritici.
Un'interpretazione comune fa derivare il nome dal soprannome di Giacobbe, ovvero Israele (איש רואה אל, Ish roe El, che tradotto significa "l'uomo che vide (l'angelo di) JHWH"). "Eretz Yisrael" avrebbe dunque il significato di "Terra di Giacobbe". La grafia di questa interpretazione (ישראל) è quella più aderente alla parola Israele (ישראל).
Infine, secondo quanto riportato dalla Bibbia di Re Giacomo, il nome potrebbe derivare dal sostantivo śur ("principe"), determinando dunque il significato di "Principe di Dio".
Lo Stato moderno prende comunque il nome dal termine biblico, nonostante fossero stati proposti altri nomi (Eretz Yisrael, Sion o Zion, Giudea e Nuova Giudea).

## Onomastico
L'onomastico si può festeggiare il 12 dicembre in ricordo di sant'Israele di Dorat, sacerdote.

## Persone

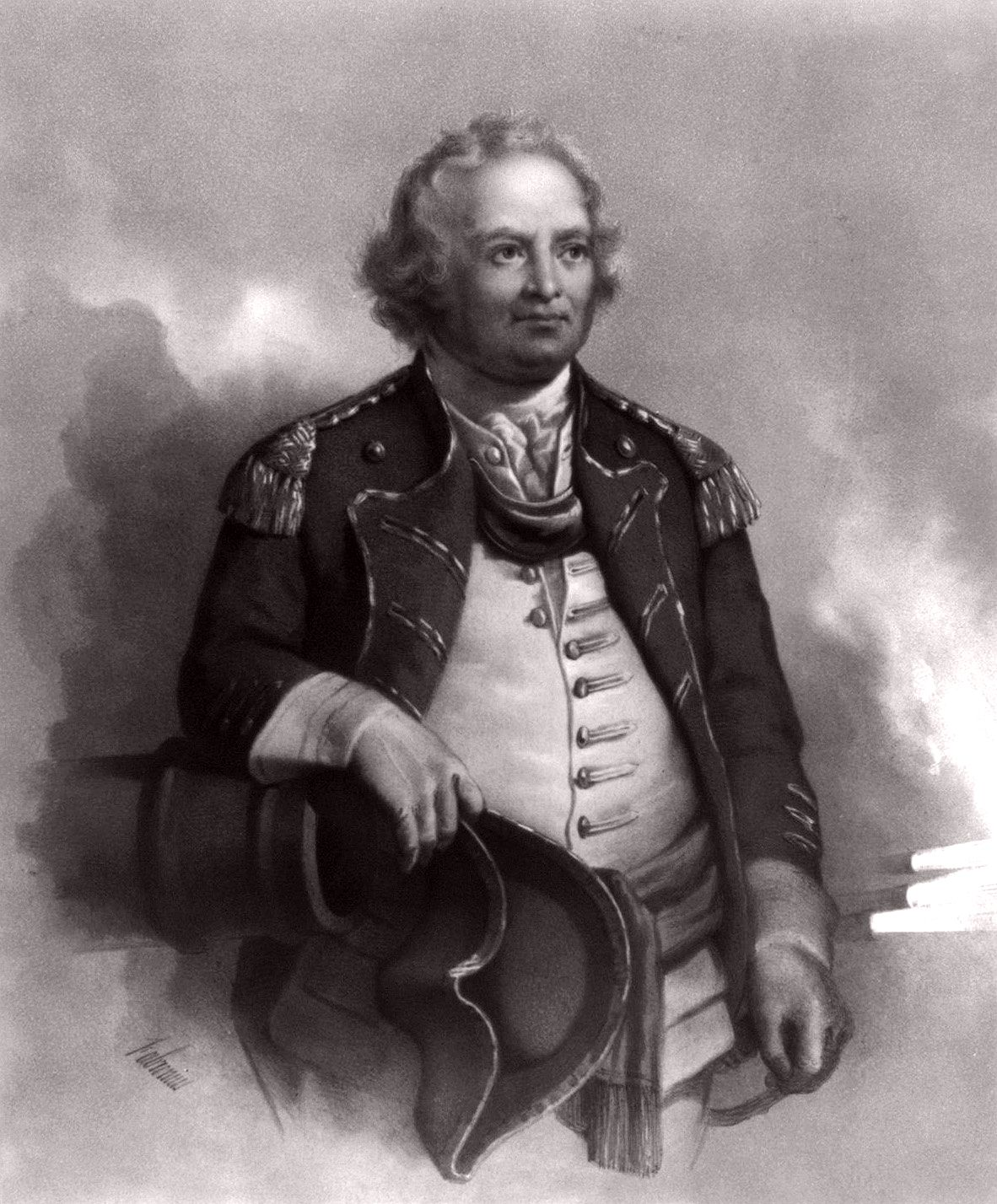
Israel Putnam

- Israele Tsvaygenbaum, pittore russo naturalizzato statunitense

### Variante Israel

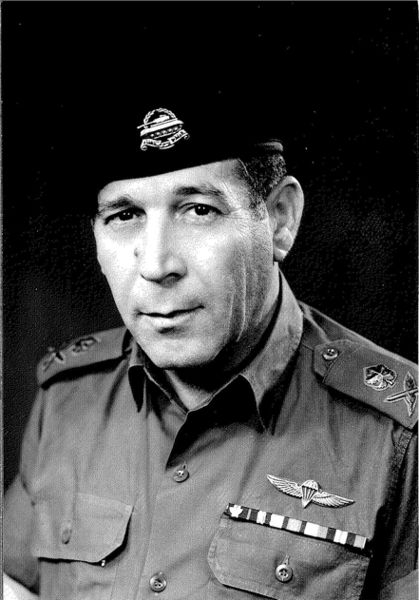
Israel Tal

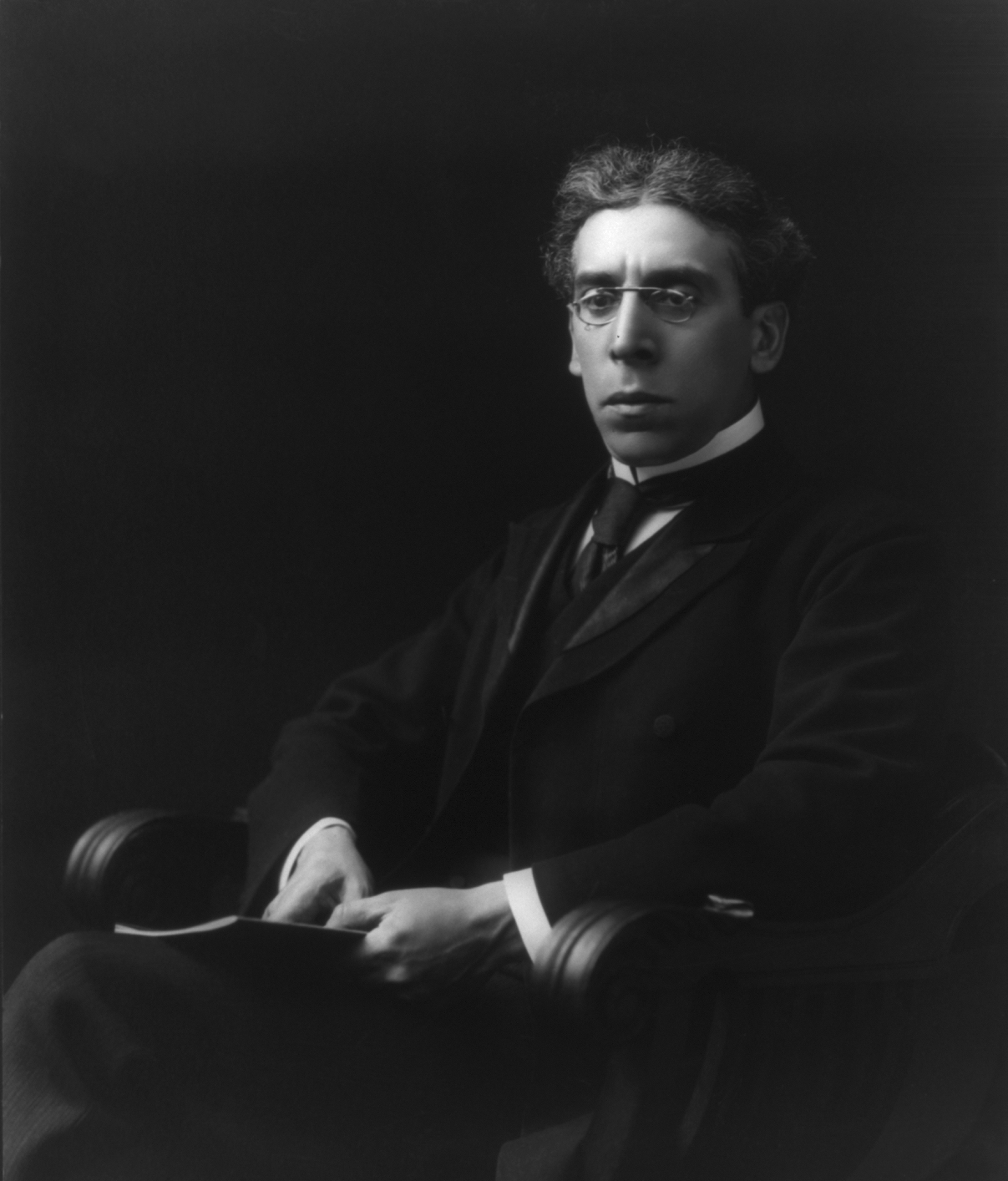
Israel Zangwill

- Israel Abrahams, ebraista britannico
- Israel Machado Campelo Andrade, cestista brasiliano
- Israel Bascón, calciatore spagnolo
- Israel ben Eliezer, vero nome di Ba'al Shem Tov, rabbino e mistico polacco
- Israel Castro, calciatore messicano
- Israel Dagg, rugbista a 15 neozelandese
- Israel Escalera Sanchis, pilota motociclistico spagnolo
- Israel Finkelstein, archeologo e accademico israeliano
- Israel Nash Gripka, cantautore statunitense
- Israel Jiménez, calciatore messicano
- Israel Kamakawiwo'ole, cantante e musicista statunitense
- Israel Kirzner, economista e rabbino britannico naturalizzato statunitense
- Israel Martínez, calciatore messicano
- Israel Putnam, generale statunitense
- Israel Rodríguez, attore spagnolo
- Israel Rodríguez, pallavolista spagnolo
- Israel Sesay, calciatore sierraleonese naturalizzato statunitense
- Israel Sheinfeld, cestista israeliano
- Israel Joshua Singer, scrittore polacco
- Israel Lee Strassberg, vero nome di Lee Strasberg, attore, regista teatrale, produttore teatrale ed insegnante di recitazione statunitense
- Israel Tal, generale israeliano
- Israel Zangwill, scrittore, drammaturgo e umorista britannico
- Israel Anton Zoller, vero nome di Eugenio Zolli, rabbino italiano

### Altre varianti
- Issur Danielovitch Demsky, vero nome di Kirk Douglas, attore e produttore cinematografico statunitense
- Izrail' Moiseevič Gel'fand, matematico russo
- Yisrael Meir Kagan, rabbino e teologo lituano
- Yisrael Meir Lau, rabbino israeliano
- Izrail' Moiseevič Metter, scrittore russo